# Saljut 6
Saljut 6 (ryska: Салют-6) eller DOS-5, var en sovjetisk rymdstation. Den sköts upp med en Protonraket från Kosmodromen i Bajkonur den 29 september 1977.
Den var den första sovjetiska station som hade två dockningsportar, en fram och en bak. Den extra dockningsporten i aktern användes för att ta emot obemannade Progress-farkoster som kom med förnödenheter, experiment och bränsle. Den gjorde det också möjligt att skifta besättning på stationen utan att lämna den obemannad.
Rymdstationen återinträdde i jordens atmosfär den 29 juli 1982 och brann upp.

## Farkoster som besökt stationen
| Farkost     | Dockning (UTC+3)         | Port | Urdockning (UTC+3)       | Tid (dagar) |
| ----------- | ------------------------ | ---- | ------------------------ | ----------- |
| Sojuz 25    | 10 oktober 1977, 07:09   | fram | 11 oktober 1977, ~08:00  | 1,03        |
| Sojuz 26    | 11 december 1977, 06:02  | bak  | 16 januari 1978, 14:22   | 36,35       |
| Sojuz 27    | 11 januari 1978, 17:06   | fram | 16 mars 1978, 11:00      | 63,75       |
| Progress 1  | 22 januari 1978, 13:12   | bak  | 7 februari 1978, 08:55   | 15,82       |
| Sojuz 28    | 3 mars 1978, 20:10       | bak  | 10 mars 1978, 13:25      | 6,72        |
| Sojuz 29    | 17 juni 1978, 00:58      | fram | 3 september 1978, 11:23  | 78,43       |
| Sojuz 30    | 18 juni 1978, 20:08      | bak  | 5 juli 1978, 13:15       | 6,71        |
| Progress 2  | 9 juli 1978, 15:59       | bak  | 2 augusti 1978, 07:57    | 23,66       |
| Progress 3  | 10 augusti 1978, 03:00   | bak  | 21 augusti 1978          | ~11         |
| Sojuz 31    | 27 augusti 1978, 19:37   | bak  | 7 september 1978, 13:53  | 10,76       |
| Sojuz 31    | 7 september 1978, 14:21  | fram | 2 november 1978, 10:46   | 55,85       |
| Progress 4  | 6 oktober 1978, 04:00    | bak  | 24 oktober 1978, 16:07   | 18,50       |
| Sojuz 32    | 26 februari 1979, 08:30  | fram | 13 juni 1979, 12:51      | 107,18      |
| Progress 5  | 14 mars 1979, 10:20      | bak  | 3 april 1979, 19:10      | 20,37       |
| Progress 6  | 15 maj 1979, 09:19       | bak  | 8 juni 1979, 11:00       | 24,07       |
| Sojuz 34    | 8 juni 1979, 23:02       | bak  | 14 juni 1979, 19:18      | 5,84        |
| Sojuz 34    | 14 juni 1979, ~19:50     | fram | 19 augusti 1979, 12:08   | 65,86       |
| Progress 7  | 30 juni 1979, 14:18      | bak  | 18 juli 1979, 06:50      | 17,69       |
| Sojuz T-1   | 19 december 1979, 17:05  | fram | 24 mars 1980, 00:04      | 94,29       |
| Progress 8  | 19 mars 1980, 23:01      | bak  | 25 april 1980, 11:04     | 26,50       |
| Sojuz 35    | 10 april 1980, 18:16     | fram | 3 juni 1980, 14:47       | 53.85       |
| Progress 9  | 29 april 1980, 11:09     | bak  | 20 maj 198, 21:51        | 21.45       |
| Sojuz 36    | 27 maj 1980, 22:56       | bak  | 4 juni 1980, 18:08       | 7.86        |
| Sojuz 36    | 4 juni 1980, 19:38       | fram | 31 juli 1980, 14:55      | 56.86       |
| Sojuz T-2   | 6 juni 1980, 18:58       | bak  | 9 juni 1980, 12:24       | 2.73        |
| Progress 10 | 1 juli 1980, 08:53       | bak  | 18 juli 1980, 01:21      | 16.69       |
| Sojuz 37    | 24 juli 1980, 23:02      | bak  | 1 augusti 1980, 19:43    | 7.86        |
| Sojuz 37    | 1 augusti 1980, ~20:10   | fram | 11 oktober 1980, 09:30   | 70.56       |
| Sojuz 38    | 19 september 1980, 20:49 | bak  | 26 september 1980, 12:35 | 7.86        |
| Progress 11 | 30 september 1980, 20:03 | bak  | 19 december 1980, 13:23  | 69.72       |
| Sojuz T-3   | 28 november 1980, 18:54  | fram | 10 december 1980, 09:10  | 11.59       |
| Progress 12 | 26 januari 1981, 18:56   | bak  | 19 mars 1981, 21:14      | 52.09       |
| Sojuz T-4   | 13 mars 1981, 23:33      | fram | 26 maj 1981              | ~74         |
| Sojuz 39    | 23 mars 1981, 19:28      | bak  | 30 mars 1981, 11:22      | 6,66        |
| Sojuz 40    | 15 maj 1981, 21:50       | bak  | 22 maj 1981, 13:37       | 6,66        |
| Kosmos 1267 | 19 juni 1981, 10:52      | fram | permanent dockad         | -           |

### Fotnoter
1. ↑  ”NASA Space Science Data Coordinated Archive” (på engelska). NASA. https://nssdc.gsfc.nasa.gov/nmc/spacecraft/display.action?id=1976-057A. Läst 22 mars 2020.
2. ↑  Manned Astronautics - Figures & Facts Arkiverad 26 september 2015 hämtat från the Wayback Machine., läst 15 juli 2016.